# Mausoleum

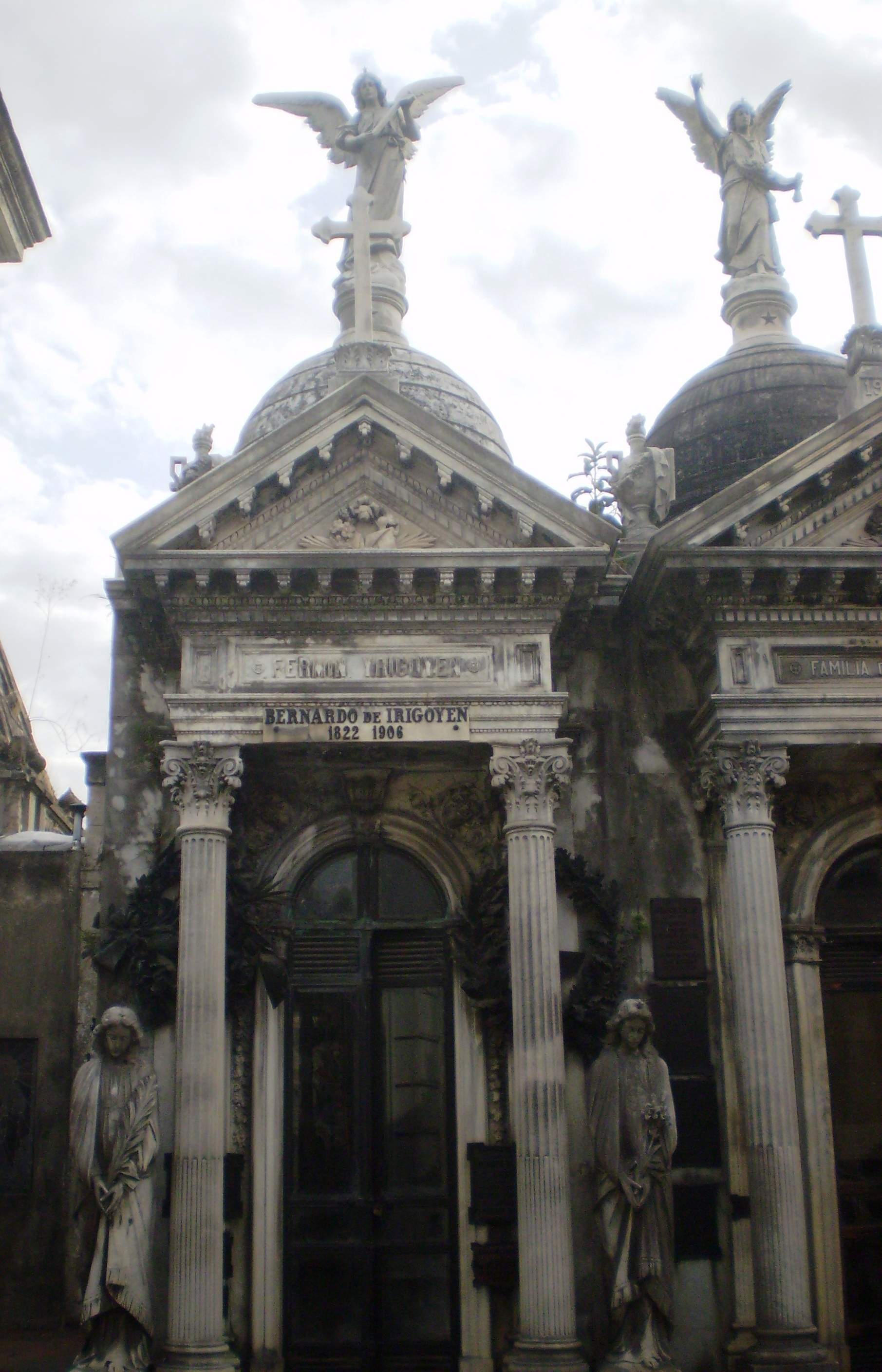
Mausoleum i Cementerio de La Recoleta, Buenos Aires (Argentina)

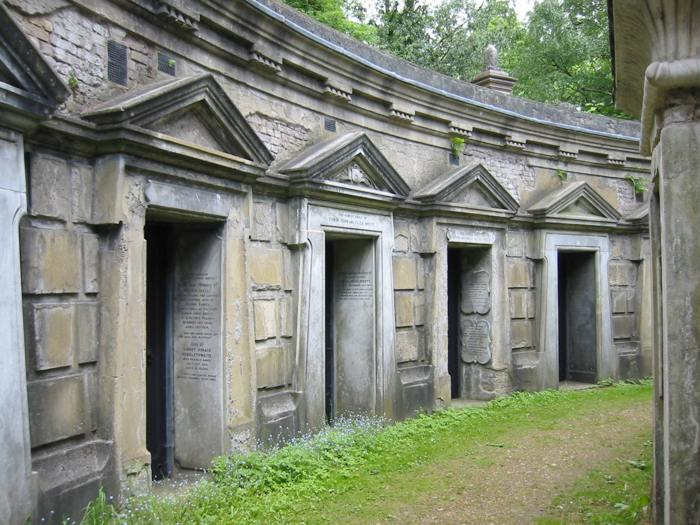
Highgate Cemetery.

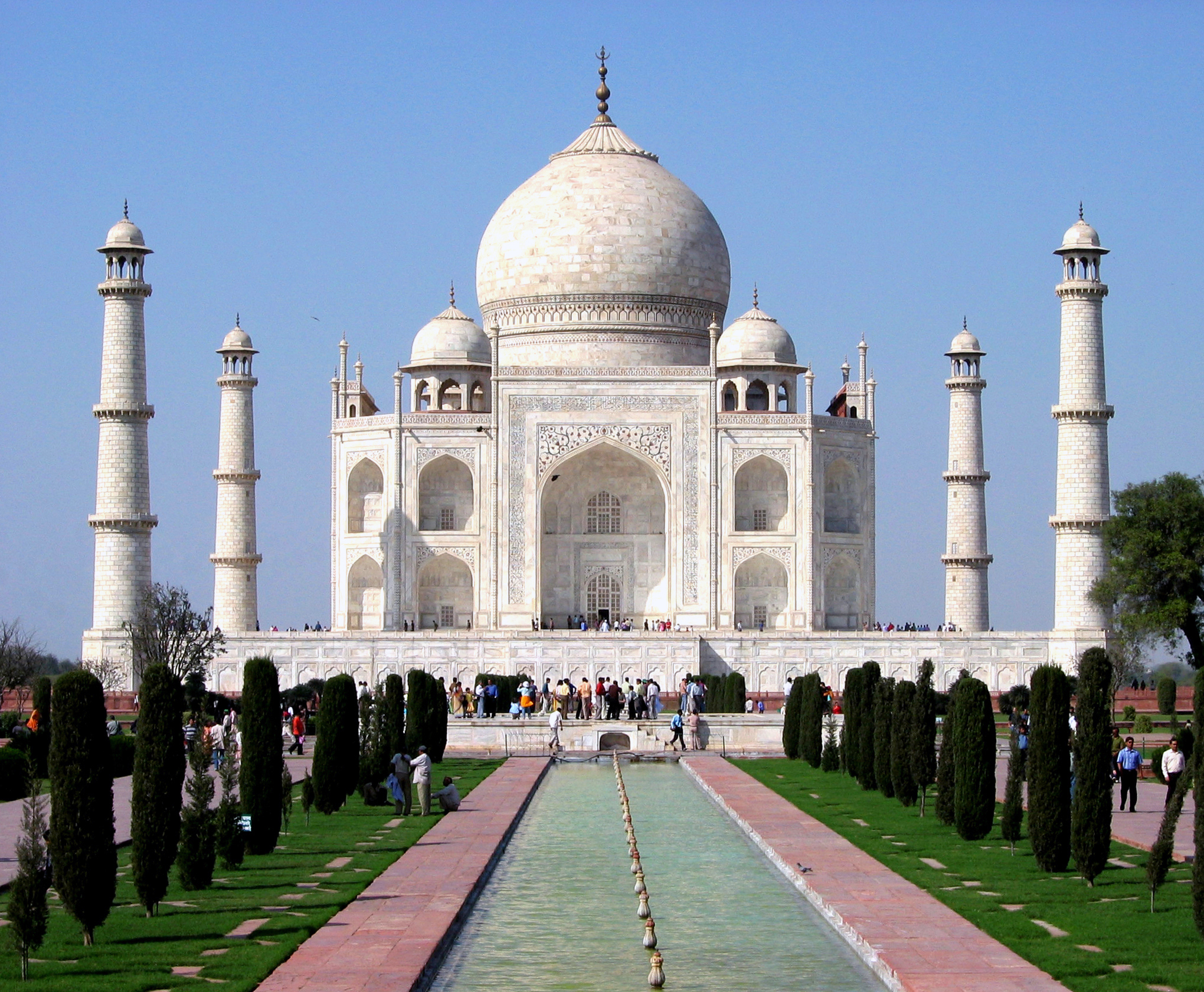
Taj Mahal.

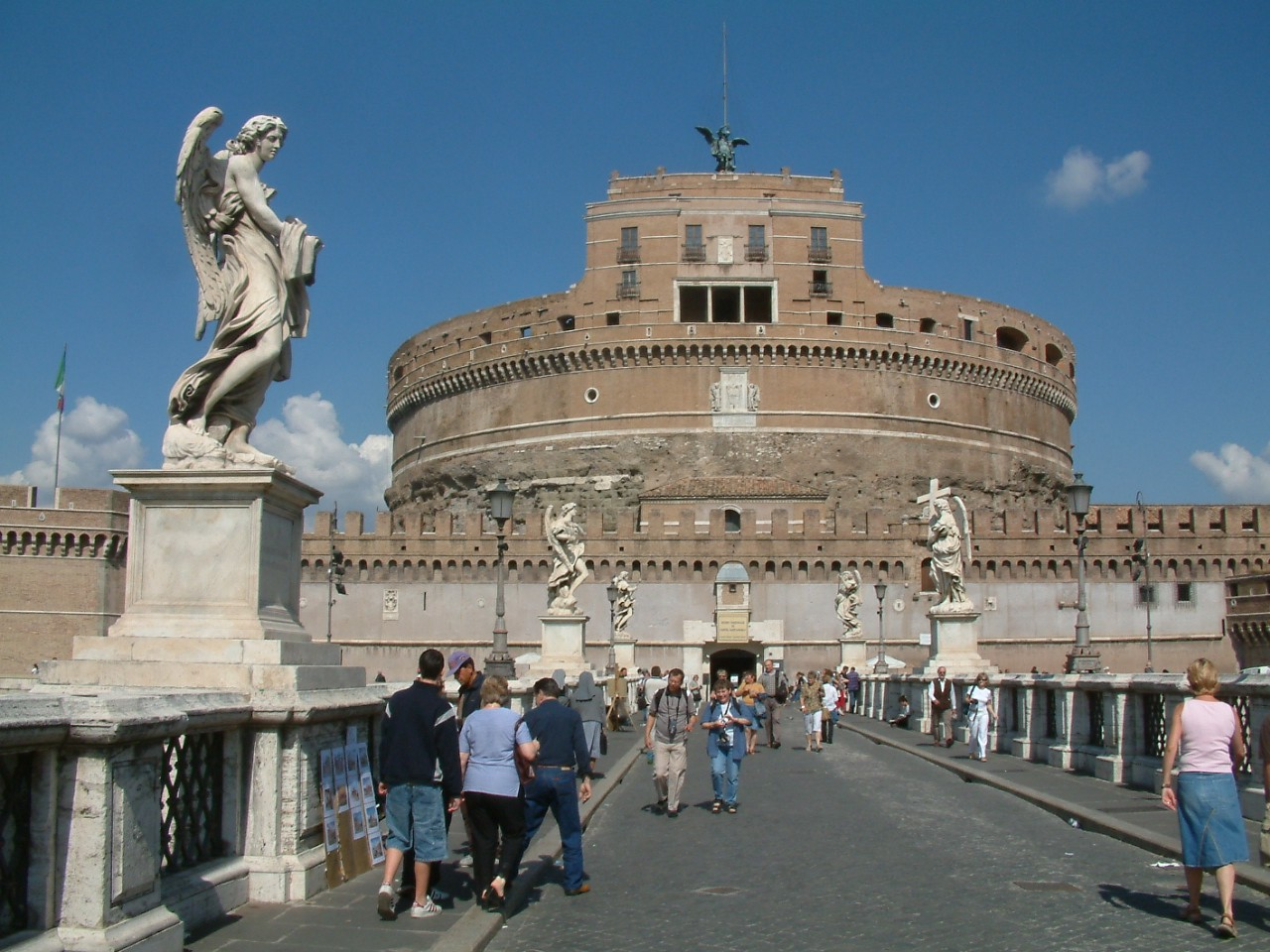
Castel Sant'Angelo.

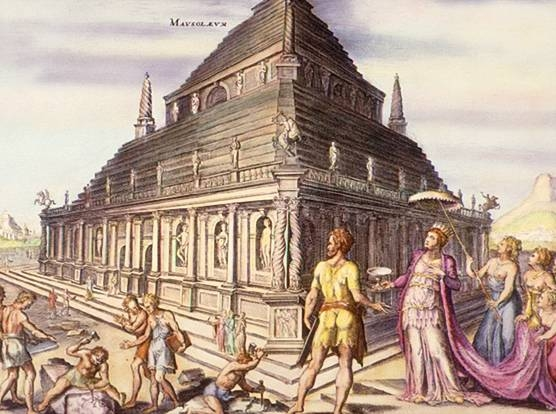
Mausoleet i Halikarnassos.

Mausoleum, grekiska mausoleion med betydelsen "Mausollos grav", är en praktfull minnesbyggnad på en grav. Att just Mausollos gravmonument fått ge namn åt byggnadstypen beror på att det ska ha varit så storslaget att det räknades som ett av världens sju underverk och känt som Mausoleet i Halikarnassos.
Ordet mausoleum ingår fortfarande i alla västerländska språk och har blivit en vedertagen benämning på stora och dyrbara gravmonument, i form av särskilda byggnader.

## Kända mausoleer

### Bulgarien
- Georgi Dimitrovs mausoleum, Sofia (rivet 1999)

### England
- Highgate Cemetery, London har ett stort antal mausoleer

### Frankrike
- Père-Lachaise, Paris har ett stort antal mausoleer

### Indien
- Taj Mahal
- Haji Alis mausoleum

### Italien
- Augustus mausoleum
- Galla Placidias mausoleum
- Castel Sant'Angelo, Hadrianus mausoleum
- Cecilia Metellas mausoleum
- Theoderiks mausoleum i Ravenna

### Jugoslavien
- Blomsterhuset, (Josip Broz Titos mausoleum)

### Kina
- Qin Shi Huangdis mausoleum
- De kejserliga dynastierna Mings och Qings gravar
- Chiang Kai-sheks minneshall
- Mao Zedongs minneshall
- Sun Yat-sens minneshall

### Nordkorea
- Kumsusans solpalats (Kim Il-sungs mausoleum)

### Nederländerna
- Wilhelm IIs Mausoleum, Huis doorn

### Ryssland
- Leninmausoleet, Moskva, Röda torget

### Turkiet
- Anıtkabir, Mustafa Kemal Atatürks mausoleum
- Mausoleet i Halikarnassos

### Vietnam
- Ho Chi Minh-mausoleet

### Norge
- Emanuel Vigelands mausoleum

### Sverige
- Viktor Rydberg
- George Seaton
- August Röhss
- John Ericsson